# كابروني كا.60
كابروني كا.60 (بالإنجليزية: Caproni Ca.60)‏ هي طائرةٌ إيطاليَّة، صنعتها شركة كابروني للطائرات، وكان أول تحليقٍ لها في 2 مارس 1921.